# Anne Line Gjersemová
Anne Line Gjersemová (* 6. ledna 1994 Hønefoss) je norská reprezentantka v krasobruslení. Je trojnásobnou mistryní Norska v kategorii žen (2011, 2015 a 2016), získala stříbrnou medaili na Nordiska Mästerskapen 2015, vyhrála Zlatou brusli Rumunska 2010 a EduSport Trophy 2017. Nejlepším výsledkem v závodě ISU Challenger Series bylo třetí místo na Poháru Denkové a Staviského 2015, kde také vytvořila svůj osobní rekord 156,71 bodů. Zúčastnila se zimní olympiády 2014 v Soči, kde obsadila 23. místo. Na mistrovství světa v krasobruslení bylo jejím nejlepším výsledkem 17. místo v roce 2015 a na mistrovství Evropy v krasobruslení rovněž 17. místo v roce 2016.
Její otec je Nor a matka pochází z Filipín. Má sestru-dvojče Camillu, která je také krasobruslařkou (vystupovaly spolu v norském televizním pořadu Min idrett). Žije ve Švédsku a studuje informatiku na Lundské univerzitě.